# Neorealismo pubblicitario
Il Neorealismo pubblicitario è una corrente culturale, nata nel primo decennio del XXI secolo come risposta critica ma costruttiva alla crescente invasione della pubblicità nella televisione e più in generale nei mass media. 
I propugnatori  del Neorealismo Pubblicitario si propongono di capovolgere il tradizionale rapporto tra pubblicità e utilizzatore di beni e servizi, a favore di quest'ultimo, che è chiamato ad essere protagonista della comunicazione.

## Origini e sviluppi
I principi ispiratori del Neorealismo Pubblicitario sono illustrati nel “Manifesto del Neorealismo Pubblicitario”, presentato in occasione della prima edizione del “Premio Spotter”, tenutosi nel 2002 a Locarno, città del Canton Ticino che ospita uno dei più importanti Festival Internazionali del Cinema.
Il Manifesto del Neorealismo Pubblicitario indica le caratteristiche principali di questo filone culturale, nei seguenti tratti distintivi:
- comunicazione diretta da utilizzatore a utilizzatore, “consumer to consumer”, attraverso media alternativi (da internet al passaparola) a quelli tradizionali e istituzionali;
- produzione in proprio di filmati, con strumenti d'uso popolare (telecamera domestica, cellulare, macchina digitale, eccetera), senza la necessità di una specifica conoscenza e pratica cinematografica, scenografia e registica perché quello che conta è  la qualità e genuinità del messaggio trasmesso; la “sostanza”  vale più della “forma”;
- totale aderenza alla realtà, per cui le riprese sono estemporanee, i testimonial autentici (non attori e comparse), l'ambiente scenografico è quello naturale, situazionale, “on the road”.

## Linguaggio
Le idee del Neorealismo Pubblicitario trovano la loro definizione e illustrazione anche in neologismi coniati per meglio trasferire a livello concettuale il carattere di novità che intende rappresentare, soprattutto con nuove forme espressive a livello grafico e cinematografico. Esempi:
Tops
Termine che indica i filmati concepiti e prodotti rispecchiando caratteristiche, contenuti e stili "opposti" agli spot tradizionali e comunemente trasmessi dai media televisivi.
Un tops è prodotto direttamente dal consumatore, dall'utente che interpreta, comunica e trasmette liberamente la percezione di un determinato bene o servizio. Si distingue dal comune spot  dalla presenza di un testimonial autentico, dalla assenza di artifici, dalla originalità del messaggio che propone anche idee e progetti di interesse sociale. La registrazione è effettuata in presa diretta, con tecnologie popolari, non professionali, valorizzando l'immediatezza e la spontaneità. 
Spotter
È colui che concepisce, produce e diffonde i tops. Corrisponde all'utilizzatore o comunicatore che usa "mezzi propri" per promuovere i suoi messaggi e proposte, senza appartenere necessariamente al mondo della comunicazione.
Tutti coloro che "hanno qualcosa da dire" e comunicare possono diventare "Spotter".

È, inoltre, il termine che indica il nome del Premio con il quale il Neorealismo Pubblicitario è stato pubblicamente presentato, a Locarno e in altre città europee, nel corso degli ultimi anni.

## Manifestazioni
Il Premio Spotter 2002 presentato a Locarno, ha decretato un significativo successo della critica presente alla manifestazione, come documenta la Rassegna Stampa raccolta nel testo “L'Altra Pubblicità”. In questa prima edizione sono stati proiettati filmati  che promuovevano soprattutto prodotti agroalimentari del sud-Italia, per cui il concetto di genuinità comunicativa rispecchiava la proposta della genuinità dei prodotti.
Nella seconda edizione del 2003 il Neorealismo Pubblicitario si è allargato alle piccole, medie e grandi imprese internazionali, alle associazioni, alle Onlus, alle scuole, è stato esteso ai privati, moltiplicando le sezioni del premio e generando diverse tipologie di messaggi e di tops.
Dal 2004 il Premio Spotter è divenuto itinerante ed è stato associato ad iniziative ogni volta differenti, comprendendo esperienze effettuate presso aziende italiane e svizzere e generando molteplici case-history di successo.
Nel 2005 il Neorealismo Pubblicitario ha ottenuto un importante e definitivo riconoscimento istituzionale, essendo stato adottato dallo IAS (Istituto delle Assicurazioni Sociali della Svizzera Italiana) per promuovere la sua immagine e per celebrare l'entrata in vigore nel luglio 2005 della legge  “Assicurazione Maternità” votata dagli svizzeri dopo decenni di attesa da parte delle donne e delle forze progressiste e sociali della Confederazione Elvetica.

Gli spot vincitori delle sezioni dei tops prodotti dal personale dello IAS e dai cittadini, selezionati da una giuria, sono stati trasmessi dalla televisione svizzera (RTSI e TeleTicino).
La campagna Spotter-IAS  è  stata segnalata, premiata e riconosciuta  da università ed enti pubblici come una delle più originali   campagne  promosse   nel campo della RSI (Responsabilità Sociale delle Imprese), quindi studiata come esempio di best-practice.
Da allora il Neorealismo Pubblicitario è stato “liberalizzato” e diffuso, adottato da università e associazioni,  affinché potesse diffondersi liberamente senza strutture  organizzative specifiche  ed essere applicato dai consumatori e dalle imprese nella loro attività di comunicazione.

## Sviluppi
Il basso costo della produzione dei tops, la possibilità di utilizzarli come feed-back percettivo  e “spia” del vissuto dei consumatori, ha reso interessante per alcune imprese confrontarsi con questo approccio artistico-comunicativo-culturale.
Come metodologia operativa è stato adottato anche per campagne di comunicazione interna in strutture organizzative private e  istituzionali, al fine di rendere il personale protagonista nella costruzione dell'immagine interna ed esterna dell'azienda.
Il Neorealismo Pubblicitario è sempre più utilizzato come  metodologia e strategia di comunicazione anche da associazioni di volontariato e Onlus.

Una delle manifestazioni più significative è il concorso "Premio Spotter-Il Mantello 2008/09", organizzato dal  Consiglio direttivo dell'associazione “ Il Mantello” che opera in provincia di Como e collabora con l'unità di “Cure Palliative e Terapia del dolore” di Mariano Comense, inserito nella struttura ospedaliera dell'Ospedale Sant'Anna di Como.
Al concorso “Premio Spotter-Il Mantello” hanno aderito: Università Cattolica, Università della Bicocca di Milano, Istituto Europeo di Design, Nuova Accademia Belle Arti e Accademia di Comunicazione di Milano. Come previsto dal percorso organizzativo, è stata nominata una commissione per la valutazione  della qualità “neorealistica” dei filmati di promozione della mission della associazione, che si occupa dell'assistenza ai malati terminali.